# Eryosuchus
L’eriosuco (gen. Eryosuchus) è un anfibio estinto, appartenente ai temnospondili. Visse nel Triassico medio (Anisico – Ladinico, circa 247 – 240 milioni di anni fa) e i suoi resti fossili sono stati ritrovati in Russia, Kazakistan, India e (forse) Africa.

## Descrizione
Questo animale era di dimensioni enormi, e rappresenta uno dei più grandi anfibi mai vissuti. Il solo cranio superava i 60 centimetri di lunghezza; alcuni resti non ancora descritti provenienti dal Kazakistan indicano un cranio lungo oltre un metro e una lunghezza dell'intero animale di oltre 3,5 metri. Il cranio di Eryosuchus era molto allungato e piatto, come quello della maggior parte delle forme simili (capitosauri). In particolare, la forma generale del cranio e la dentatura richiamavano quelli del ben noto Parotosuchus, ma vi erano alcune differenze fra i due generi. Eryosuchus, ad esempio, possedeva corna tabulari dalle terminazioni allargate, che andavano quasi a contattare l'osso squamoso e a chiudere l'incisura otica. La sutura pterigo-parasfenoide, inoltre, era allungata. Era presente un processo retroarticolare allungato nella mandibola, con una depressione dorsale.

## Classificazione
Il genere Eryosuchus venne istituito da Ochev nel 1966 per accogliere alcune specie di anfibi temnospondili rinvenute in Russia, nella provincia di Orenburg, e risalenti al Triassico medio. Secondo Ochev, Eryosuchus era molto simile a Parotosuchus ma se ne distingueva per alcune caratteristiche craniche, tra cui la forma delle corna tabulari. La specie tipo è E. tverdochlebovi (comprendente anche E. garjainovi), nota per uno scheletro quasi completo e per altri resti incompleti. Un'altra specie russa è E. antiquus, i cui fossili frammentari sono da alcuni ritenuti non diagnostici. Al genere Eryosuchus sono poi stati attribuite altre specie, come E. pronus del Triassico medio della Tanzania (a volte considerato una specie di Stanocephalosaurus) ed E. rajareddyi, proveniente dall'India. Entrambe queste specie erano state originariamente assegnate al genere Parotosaurus.
Eryosuchus è considerato un rappresentante del clade dei capitosauri, anfibi temnospondili di grandi dimensioni e dal cranio grande e piatto. In particolare, secondo recenti analisi (Maganuco et al., 2009; Fortuny et al., 2011) Eryosuchus sarebbe un rappresentante derivato del gruppo, probabilmente affine al gigantesco Mastodonsaurus.